# Cryptoniesslia
Cryptoniesslia es un género de hongos en la familia Niessliaceae. Es un género monotípico cuya única especie es Cryptoniesslia setulosa.